# ICAANE
ICAANE (International Congress on the Archaeology of the Ancient Near East) — единственный конгресс глобального масштаба, посвящённый археологии Ближнего Востока. Конгресс был учреждён и организован ведущими археологами из нескольких европейских университетов. Был впервые проведён в 1998 году в Риме и с тех пор проводится каждые два года весной в одном из европейских университетов.

## История ICAANE
ICAANE до сих пор
| Год  | Страна         | Организующий центр                                                                      |
| ---- | -------------- | --------------------------------------------------------------------------------------- |
| 1998 | Италия         | Римский университет Ла Сапиенца                                                         |
| 2000 | Дания          | Копенгагенский университет                                                              |
| 2002 | Франция        | Университет Париж 1 Пантеон-Сорбонна                                                    |
| 2004 | Германия       | Свободный университет Берлина                                                           |
| 2006 | Испания        | Мадридский автономный университет                                                       |
| 2008 | Италия         | Римский университет Ла Сапиенца                                                         |
| 2010 | Великобритания | Университетский колледж + Британский музей Лондона                                      |
| 2012 | Польша         | Варшавский университет + Университет им. А. Мицкевича + Фонд им. Казимежа Михаловскиево |

Организатор следующего ICAANE избирается на два года вперед научным комитетом ICAANE. В 2010 году в Лондоне было принято решение о предоставлении права организации ICAANE Польше, а точнее Варшавскому университету.

## Научный комитет ICAANE
| Степень   | Учёный             | Научный центр                                           |
| --------- | ------------------ | ------------------------------------------------------- |
| Профессор | Манфред Биетак     | Венский университет, Австрийская академия наук, Австрия |
| Профессор | Хартмут Кюне       | Свободный университет Берлина, Германия                 |
| Профессор | Жан-Клод Маргуерон | Практическая школа высшего образования, Франция         |
| Доктор    | Венди Мэтьюз       | Университет Рединга, Великобритания                     |
| Профессор | Паоло Мефю         | Университет Ла Сапиенза, Италия                         |
| Доктор    | Мейер Дидерик      | Лейденский университет, Нидерланды                      |
| Профессор | Ингольф Тхуесен    | Копенгагенский университет, Дания                       |
| Профессор | Ирина Зимняя       | Гарвардский университет, США                            |

Члены Научного комитета будут почётными гостями 8 ICAANE. Они не только представляют знаменитые институты, но и обладают выдающимися научными достижениями в области археологии.

## 8 ICAANE Варшава 2012
В период с 30 апреля по 4 мая 2012 года в Варшаве состоялся 8-й Международный конгресс археологии Древнего Ближнего Востока. Организаторами 8 ICAANE являются Центр Средиземноморской археологии Варшавского университета, Институт археологии в этом университете, Институт предыстории Университета Адама Мицкевича и Фонд имени Казимежа Михаловскиево. Участниками Конгресса были около 1000 человек. Были представлены 450 докладов.
В мае 2010 года был учреждён польский Организационный комитет 8 ICAANE, в состав которого вошли археологи из Варшавы и Познани. Его задачей является существенная и организационная подготовка конференции.

### Состав польского оргкомитета 8 ICAANE
| Имя и фамилия                           | Функция      | Присоединение                         |
| --------------------------------------- | ------------ | ------------------------------------- |
| Доктор профессор ВУ Пиотр Биелиньски    | Председатель | Центр средиземноморской археологии ВУ |
| Доктор профессор ВУ Барбара Каим        | Член         | Институт археологии ВУ                |
| Доктор профессор УАМ Рафал Колиньски    | Член         | Институт предыстория УАМ              |
| Доктор профессор ВУ Казимеж Левартовски | Член         | Институт археологии ВУ                |
| Доктор профессор ВУ Иоланта Мльынарчык  | Член         | Институт археологии ВУ                |
| Кандидат наук Артур Обльски             | Член         | Фонд имени Казимежа Михаловскиево     |
| Кандидат наук Томаш Валишевский         | Член         | Институт археологии ВУ                |
| Кандидат наук Зузанна Выгнаньска        | Секретарь    | Центр средиземноморской археологии ВУ |

## Заседание ICAANE
Пятидневное заседание конгресса включало в себя два пленарных заседания. На открытии были представлены четыре лекции, являющиеся своеобразными заявками тематических сессий. Эта честь была предоставлена выдающимся специалистам в отдельных областях (prof. Remy Bucherlat, CNRS Lyon; prof. Peter Pfälzner, Karl-Eberhardt Universität Tübingen; dr Theya Molleson, Natural History Museum, Londyn; dr Holy Pitmann, University of Pennsylvannia). На пленарном заседании, закрывающем конгресс, предоставлялись выступления присутствующих в Варшаве директоров Службы Древностей стран Ближнего Востока. Они представили и охарактеризовали ситуацию археологии в конкретных странах с организационной и научной сторон.
Заседания конгресса проводились в семи тематических секциях, предложенных организаторами конгресса. Кроме того участники конгресса имели возможность представить плакаты. Все рефераты и плакаты проходили процесс квалификации, проводимый оргкомитетом, целью которого было обеспечение высокого научного уровня конференции.

## Тематические сессии на 8 ICAANE
| Сессия | Тема                                                     | Сообщеные | Принятых |
| ------ | -------------------------------------------------------- | --------- | -------- |
| I      | Townships and Villages                                   | 70        | 53       |
| II     | Excavation reports and project summaries                 | 125       | 110      |
| III    | High and Low. Minor arts for the elites and the populace | 50        | 36       |
| IV     | Archaeology of fire                                      | 35        | 28       |
| V      | Conservation, preservation and site management           | 13        | 10       |
| VI     | Bioarchaeology in the Ancient Near East                  | 36        | 32       |
| VII    | Islamic archaeology                                      | 35        | 33       |

В целом, в семи тематических секциях были прочтены 302 лекции (в большинстве на английском языке, менее чем 5 % выступлений прошли на французском и немецком языках). Кроме того, было представлено 56 плакатов (на английском языке).

## Патронаж
В связи со значимостью и международным масштабом этот проект прошёл под почетным патронажем Министра Науки и Высшего Образования проф. Барбары Кудрицкеи и Ректора Варшавского Университета проф. Екатерины Халасиньскеи-Мацуков. Медийный патронаж 8 ICAAN взял на себя National Geographic Польша.